# ムロムカイ
『ムロムカイ』は、2025年1月27日から2月24日にかけて上演された舞台。Snow Manの向井康二、室龍太が構成を手掛け主演を務める。関西ジュニア時代より切磋琢磨してきた間柄の二人が切望していたことから実現した企画である。

## 概要
本人役を演じる2人の日常に近い内容で、実話も織り交ぜたミドルフィクション。アドリブやモノマネ、即興ネタの披露など笑いの要素もたっぷり届ける。上映期間は2025年1月27日から2月11日に東京グローブ座にて全19回、2月15日から24日にサンケイホールブリーゼにて全13回。

## キャスト
- 向井康二
- 室龍太

## スタッフ
- 構成 - 向井康二、室龍太
- 構成協力 - 大堀光威
- 美術 - 中根聡子
- 照明 - 津村裕子
- 音響 - 中島正人
- 音楽 - 田代智士、田中望
- 映像 - 横山翼、KENNY
- 衣装 - ゴウダアツコ
- ヘアメイク - 大宝みゆき
- 演出助手 - 鳥居和真
- 舞台監督 - 津江健太
- 宣伝美術 - 中屋辰平（ハロ）
- 宣伝写真 - 南阿沙美
- 宣伝小道具 - 阿部信一郎
- 宣伝スタイリスト - 渡邊奈央（クリエイティブギルド）
- 宣伝ヘアメイク - 晋一朗（IKEDAYA TOKYO）、国府田雅子（バレル）
- 宣伝製作 - エム。シィオー。
- 宣伝パブリシティ - キョードーメディアス
- 制作協力 - ゴーチ・ブラザーズ
- 運営協力 - キョードー大阪（大阪公演）
- 票券 - 田村美紀
- 制作助手 - 吉本未来
- 制作 - 時田曜子、佐野七海、長谷川きなり
- プロデューサー - 堂本奈緒美、吉田直子
- 主催・企画製作 - 東京グローブ座